# Alfonso Arau
Alfonso Arau of Alfonso Aráu (Mexico-Stad, 11 januari 1932) is een Mexicaans acteur, regisseur, scenarist en film- en televisieproducent.
Hij heeft geacteerd in vele Amerikaanse films, televisieseries en theater. Hij speelde onder andere El Guapo in de Amerikaanse filmkomedie ¡Three Amigos!, Captain Herrera in Wild Bunch en een smokkelaar in Romancing the Stone.
In 2004 werd hij geëerd op het filmfestival van Santa Fe.

## Filmografie

### Acteur

#### Film
- 1954 - Miradas que matan van Fernando Cortés
- 1954 - El Casto Susano van Joaquín Pardavé
- 1956 - Caras nuevas van Mauricio van la Serna
- 1957 - Las locuras del rock 'n roll van Fernando Méndez
- 1957 - Cien muchachas van Jaime Salvador
- 1958 - Viaje a la luna van Fernando Cortés
- 1958 - Música en la noche van Tito Davison
- 1960 - Los pistolocos van Miguel M. Delgado
- 1962 - ...und Deine Liebe auch van Frank Vogel
- 1965 - En este pueblo no hay ladrones van Alberto Isaac
- 1966 - El lobo estepario van Cristobal Ignacio Merino
- 1967 - Pedro Páramo van Carlos Velo
- 1968 - Operación carambola van Alfredo Zacarias
- 1969 - The Wild Bunch van Sam Peckinpah
- 1969 - El aviso inoportuno van Rafael Baledón
- 1970 - Tres amigos van Gilberto Gazcón
- 1970 - Jóvenes de la Zona Rosa van Alfredo Zacarias
- 1970 - La vida inútil van Pito Pérez van Roberto Gavaldón
- 1970 - Paraíso van Luis Alcoriza
- 1970 - El Topo van Alejandro Jodorowsky
- 1971 - El jardín de tía Isabel van Felipe Cazals
- 1971 - Scandalous John van Robert Butler
- 1971 - El Águila descalza
- 1972 - Run, Cougar, Run van Jerome Courtland
- 1972 - El rincón de las vírgenes van Alberto Isaac
- 1974 - Calzonzin Inspector
- 1975 - Posse van Kirk Douglas
- 1975 - Tívoli van Alberto Isaac
- 1979 - Mojado Power
- 1980 - Used Cars van Robert Zemeckis
- 1982 - El día que murió Pedro Infante van Claudio Isaac
- 1984 - Romancing the Stone van Robert Zemeckis
- 1986 - Redondo van Raúl Busteros
- 1986 - ¡Three Amigos! van John Landis
- 1987 - Walker van Alex Cox
- 1991 - Camino largo a Tijuana van Luis Estrada
- 1992 - Polvora en la piel
- 2000 - Committed van Lisa Krueger
- 2000 - Picking Up the Pièces
- 2007 - The Dead One van Brian Cox
- 2008 - Butterflies & Lightning van Katherine Griffin

#### Televisie
- 1972 - Gunsmoke
- 1972 - Bonanza
- 1973 - Disneyland
- 1987 - Miami Vice
- 1988 - Stones for Ibarra van Jack Gold
- 1988 - 227
- 1988 - Where the Hell's That Gold?!!? van Burt Kennedy

### Regisseur
- 1971 - El Águila descalza
- 1974 - Calzonzin Inspector
- 1976 - Caribe, estrella y aguila
- 1979 - Mojado Power
- 1985 - Tacos van oro
- 1992 - Como agua para chocolate
- 1995 - A Walk in the Clouds
- 2000 - Picking up the pièces
- 2002 - The Magnificent Ambersons (televisiefilm)
- 2003 - A Painted House  (televisiefilm)
- 2004 - Zapata - El sueño del héroe
- 2007 - L'imbroglio nel lenzuolo
- 2008 - Dare to Love Me

### Scenarist
- 1956 - Caras nuevas van Mauricio van la Serna
- 1971 - El Águila descalza
- 1974 - Calzonzin Inspector
- 1975 - Tívoli d'Alberto Isaac
- 1979 - Mojado Power
- 1985 - Tacos van oro
- 2004 - Zapata - El sueño del héroe

### Producent
- 1979 - Mojado Power
- 1981 - La virgen robada van Sergio Arau
- 1992 - Como agua para chocolate
- 2000 - Morceaux choisis
- 2004 - Zapata - El sueño del héroe
- 2008 - Dare to Love Me

- Biblioteca Nacional de España: XX1297893
- Bibliothèque nationale de France: cb140071073 (data)
- Gemeinsame Normdatei: 124683762
- International Standard Name Identifier: 0000 0001 0880 2428
- Library of Congress Control Number: no90001363
- Nationale Bibliotheek van Israël: 987007325761505171
- Nederlandse Thesaurus van Auteursnamen: 124235018
- Istituto Centrale per il Catalogo Unico: RAVV094436
- SNAC: w6vq6xdn
- Système universitaire de documentation: 070431787
- Virtual International Authority File: 24798835
- WorldCat: E39PBJB8tkqtQ7f6HRYpp7jjYP